# Simone Bodève
Jeanne Chrétien dite Simone Bodève (Paris 2e, 30 janvier 1876 - Paris 2e, 16 avril 1921)  est une romancière française.

## Biographie
Née dans une famille d'ouvriers, elle apprend l'anglais et l'allemand ainsi que les sciences.
Membre des auteurs de L'Effort libre, elle y fait paraître en juillet-septembre 1913 des Réflexions féministes qui furent très remarquées.
Son roman La Petite Lotte fut sélectionné pour le Prix Goncourt 1907.
Atteinte de neurasthénie aiguë, elle se suicide le 16 avril 1921.

## Œuvres
- La Petite Lotte, Jouve, 1907 (réimpression Ollendorff, 1912)[4]
- Clo, Jouve, 1908
- Son mari, Jouve, 1911
- Celles qui travaillent, préface de Romain Rolland, P. Ollendorff, 1913